# Judo aux Jeux olympiques
Le judo a intégré le programme olympique lors des Jeux olympiques d'été de 1964 organisés à Tōkyō. L'art martial japonais a pourtant du mal à passer les frontières et à entrer au cœur de l'esprit olympique. Cependant, l'arrivée de Charles Palmer à la tête de la Fédération internationale de judo permet d'installer durablement le judo au programme olympique grâce à une modernisation de la structure internationale et une refonte des règles qui diminuent considérablement l'influence nippone sur le judo mondial.
Non inclus en 1968 à Mexico, ce sport est ainsi réintégré en 1972 et n'a depuis plus quitté le programme olympique. Les femmes durent attendre les Jeux olympiques de 1992 à Barcelone pour participer à l'événement international (le judo féminin était sport de démonstration quatre ans plus tôt à Séoul).

## Catégories de poids
Le judo aux jeux olympiques regroupe 15 épreuves : 7 épreuves masculines, 7 épreuves féminines et une épreuve par équipes mixtes.

### Hommes
1964 : 4 catégories de poids.
- toutes catégories, +80 kg, -80 kg et -68 kg

1972-1976 : 6 catégories de poids.
- toutes catégories, +93 kg, -93 kg, -80 kg, -70 kg et -63 kg

1980-1984 : 8 catégories de poids.
- toutes catégories, +95 kg, -95 kg, -86 kg, -78 kg, -71 kg, -65 kg et -60 kg

1988-1992 : 7 catégories de poids.
- +95 kg, -95 kg, -86 kg, -78 kg, -71 kg, -65 kg et -60 kg

1996-2024 : 7 catégories de poids.
- +100 kg, -100 kg, -90 kg, -81 kg, -73 kg, -66 kg et -60 kg

### Femmes
1992-1996 : 7 catégories de poids.
- +72 kg, -72 kg, -66 kg, -61 kg, -56 kg, -52 kg et -48 kg.

2000-2024 : 7 catégories de poids.
- +78 kg, -78 kg, -70 kg, -63 kg, -57 kg, -52 kg et -48 kg.

### Mixte
Une épreuve par équipes mixtes est introduite pour les compétitions en 2020.

## Records

### 5 titres olympiques
- Teddy Riner en 2012, 2016, 2024 en individuel et en 2020, 2024 en équipe mixte.

### 3 titres olympiques
- Tadahiro Nomura, triple champion olympique en individuel : en 1996, 2000 et 2004.
- Clarisse Agbegnenou en 2020 en individuel et en 2020, 2024 en équipe mixte.

### 2 titres olympiques
Dix-neuf judokas ont deux titres olympiques à leur palmarès. Le Néerlandais Wim Ruska fut le premier à obtenir deux titres olympiques en 1972 mais dans deux catégories différentes (poids lourds et toutes catégories). Le Japonais Hitoshi Saito et l'Autrichien Peter Seisenbacher sont les premiers à obtenir deux titres olympiques dans la même catégorie sur deux olympiades consécutives. En 2004, la Japonaise Ryōko Tani est la première femme à remporter deux titres olympiques.
- Wim Ruska en 1972 (dans 2 catégories différentes).
- Hitoshi Saito en 1984 et 1988.
- Peter Seisenbacher en 1984 et 1988.
- Waldemar Legien en 1988 et 1992.
- David Douillet en 1996 et 2000.
- Ryōko Tani en 2000 et 2004.
- Xian Dongmei en 2004 et 2008.
- Masato Uchishiba en 2004 et 2008.
- Ayumi Tanimoto en 2004 et 2008.
- Masae Ueno en 2004 et 2008.
- Kayla Harrison en 2012 et 2016.
- Shohei Ōno en 2016 et 2020.
- Lukáš Krpálek en 2016 et 2020 (dans 2 catégories différentes)
- Hifumi Abe en 2020 et 2024
- Takanori Nagase en 2020 et 2024
- Lasha Bekauri en 2020 et 2024
- Romane Dicko en 2020 et 2024 (en équipe)
- Sarah-Léonie Cysique en 2020 et 2024 (en équipe)
- Madeleine Malonga en 2020 et 2024 (en équipe)
- Amandine Buchard en 2020 et 2024 (en équipe)

### 7 médailles olympiques
- Teddy Riner : 5 en or (2012, 2016, 2024 en individuel et 2020, 2024 en équipe mixte), 2 en bronze (2008 et 2020 en individuel).

### 5 médailles olympiques
- Clarisse Agbegnenou : 3 en or (2020 en individuel et en équipe mixte et 2024 en équipe mixte), 1 en argent (2016), 1 en bronze (2024)
- Ryōko Tani : 2 en or (2000 et 2004), 2 en argent (1992 et 1996), 1 en bronze (2008)

### 4 médailles olympiques
Huit judokas ont remporté quatre médailles olympiques :
- Hifumi Abe : 2 en or (2020 et 2024) en individuel, 2 en argent (2020 et 2024)
- Takanori Nagase : 2 en or (2020 et 2024) en individuel, 2 en argent (2020 et 2024)
- Sarah-Léonie Cysique : 2 en or (2020 et 2024) en équipe, 1 en argent (2020), 1 en bronze (2024) en individuel.
- Amandine Buchard : 2 en or (2020 et 2024) en équipe, 1 en argent (2020), 1 en bronze (2024) en individuel.
- Romane Dicko : 2 en or (2020 et 2024) en équipe, 2 en bronze (2020 et 2024) en individuel.
- / Angelo Parisi : 1 en or (1980), 2 en argent (1980 et 1984), 1 en bronze (1972).
- Driulis González : 1 en or (1996), 1 en argent (2000), 2 en bronze (1992 et 2004).
- Idalys Ortíz : 1 en or (2012), 2 en argent (2016 et 2020), 1 en bronze (2008).

### 3 médailles olympiques
Quinze judokas ont remporté trois médailles olympiques :
- Tadahiro Nomura : 3 en or (1996, 2000 et 2004).
- David Douillet : 2 en or (1996 et 2000), 1 en bronze (1992).
- Shohei Ōno : 2 en or (2016 et 2020), 1 en argent (2020) équipe mixte.
- Madeleine Malonga : 2 en or (2020) et 2024) en équipe, 1 en argent (2020 en individuel.
- Uta Abe : 1 en or (2020), 2 en argent (2020 et 2024) équipe mixte.
- Aaron Wolf : 1 en or (2020), 2 en argent (2020 et 2024) équipe mixte.
- Lasha Shavdatuashvili : 1 en or (2012), 1 en argent (2020), 1 en bronze (2016)
- Sun-Hui Kye : 1 en or (1996), 1 en argent (2004), 1 en bronze (2000).
- Min-Sun Cho : 1 en or (1996), 2 en bronze (1988 et 2000).
- Mark Huizinga : 1 en or (2000), 2 en bronze (1996 et 2004).
- Yōko Tanabe : 2 en argent (1992 et 1996), 1 en bronze (1988).
- Edith Bosch : 1 en argent (2004), 2 en bronze (2008 et 2012).
- Amarilis Savón : 3 en bronze (1992, 1996 et 2004).
- Rishod Sobirov : 3 en bronze (2008, 2012 et 2016).
- Mayra Aguiar : 3 en bronze (2012, 2016 et 2020).

## Nations présentes
Entre 1964 et 2016, près de X athlètes en provenance de plus de cent-soixante-dix nations différentes ont participé aux épreuves de judo des Jeux olympiques. La tendance est à la croissance au fil des éditions avec une centaine de délégations participantes depuis l'édition de 2004, contre une quarantaine lors des premières éditions.
| Édition                                         | 64 | 72 | 76 | 80 | 84 | 88 | 92 | 96 | 00 | 04 | 08 | 12  | 16  | 20  |
| ----------------------------------------------- | -- | -- | -- | -- | -- | -- | -- | -- | -- | -- | -- | --- | --- | --- |
| Nombre de nations présentes en judo par édition | 27 | 46 | 46 | 42 | 61 | 62 | 93 | 91 | 89 | 94 | 92 | 100 | 138 | 128 |

Le nombre indiqué entre parenthèses est le nombre d'athlètes engagés dans les épreuves officielles pour chaque pays sur l'ensemble des Jeux de 1964 et de 1972 à 2016.
| - Afghanistan (3) - Afrique du Sud (8) - Albanie (2) - Algérie (52) - Allemagne (95) - Allemagne de l'Est (14) - Andorre (5) - Angola (14) - Antilles néerlandaises (3) - Arabie saoudite (4) - Argentine (67) - Arménie (8) - Aruba (4) - Athlètes indépendants (5) - Athlètes olympiques réfugiés (2) - Australie (85) - Autriche (52) - Azerbaïdjan (29) - Barbade (5) - Belgique (55) - Belize (2) - Bénin (3) - Biélorussie (24) - Birmanie (3) - Bolivie (6) - Bosnie-Herzégovine (7) - Botswana (1) - Brésil (114) - Bulgarie (23) - Burkina Faso (5) - Burundi (2) - Cambodge (1) - Cameroun (22) - Canada (77) - Cap-Vert (1) - Chili (6) |  | - Chine (86) - Chypre (12) - Colombie (10) - Congo (6) - Corée du Nord (33) - Corée du Sud (108) - Costa Rica (16) - Croatie (3) - Côte d'Ivoire (11) - Cuba (94) - Danemark (2) - Djibouti (4) - Égypte (35) - Émirats arabes unis (5) - Équateur (16) - Équipe unifiée de l'ex-URSS (13) - Espagne (71) - Estonie (9) - États-Unis (96) - Fidji (14) - Finlande (25) - France (124) - Gabon (10) - Gambie (1) - Géorgie (41) - Ghana (2) - Grande-Bretagne (103) - Grèce (24) - Guam (5) - Guatemala (5) - Guinée (11) - Guinée-Bissau (1) - Guinée équatoriale (1) - Guyana (2) - Haïti (14) - Honduras (7) |  | - Hong Kong (14) - Hongrie (66) - Inde (13) - Indonésie (10) - Irak (2) - Iran (20) - Irlande (15) - Islande (11) - Israël (32) - Italie (74) - Japon (120) - Jordanie (1) - Kazakhstan (49) - Kenya (6) - Kirghizistan (10) - Kosovo (2) - Koweït (18) - Laos (1) - Lettonie (11) - Liban (16) - Liberia (1) - Libye (6) - Liechtenstein (13) - Lituanie (8) - Luxembourg (4) - Macédoine du Nord (1) - Madagascar (13) - Malaisie (1) - Mali (14) - Malte (7) - Maroc (26) - Maurice (5) - Mexique (28) - Moldavie (11) - Monaco (6) - Mongolie (79) |  | - Monténégro (3) - Mozambique (2) - Namibie (6) - Nauru (2) - Népal (4) - Nicaragua (4) - Niger (3) - Nigeria (8) - Norvège (4) - Nouvelle-Zélande (17) - Ouzbékistan (42) - Pakistan (1) - Palaos (1) - Palestine (2) - Panama (3) - Papouasie-Nouvelle-Guinée (2) - Paraguay (5) - Pays-Bas (107) - Pérou (5) - Philippines (12) - Pologne (70) - Porto Rico (30) - Portugal (46) - Qatar (1) - République centrafricaine (4) - République démocratique du Congo (9) - République dominicaine (27) - République tchèque (16) - Roumanie (45) - Russie (71) - Rwanda (1) - Saint-Marin (9) - Salvador (10) - Samoa (4) - Samoa américaines (3) - Sénégal (38) |  | - Serbie (2) - Serbie-et-Monténégro (3) - Seychelles (4) - Singapour (1) - Slovaquie (7) - Slovénie (25) - Soudan (3) - Sri Lanka (1) - Suède (25) - Suisse (25) - Suriname (4) - Syrie (9) - Tadjikistan (10) - Taipei chinois (32) - Tanzanie (1) - Tchécoslovaquie (15) - Thaïlande (10) - Togo (3) - Tonga (1) - Trinité-et-Tobago (1) - Tunisie (38) - Turkménistan (10) - Turquie (29) - Ukraine (43) - Union soviétique (20) - Uruguay (6) - Vanuatu (2) - Venezuela (37) - Viêt Nam (6) - Yémen (10) - Yougoslavie (18) - Zambie (9) - Zimbabwe (5) |

## Tableau des médailles
Le tableau ci-dessous présente le bilan, par nations, des médailles obtenues en judo lors des Jeux olympiques d'été, en 1964 puis de 1972 à 2024. Le rang est obtenu par le décompte des médailles d'or, puis en cas d'ex æquo, des médailles d'argent, puis de bronze.
Après les Jeux de 2024, le Japon est le pays ayant remporté le plus grand nombre de médailles olympiques en judo avec cent-quatre médailles dont cinquante-et-une en or. La France arrive en seconde position avec dix-huit médailles d'or remportées pour un total de soixante-sept médailles. Elle est suivie par la Corée du Sud avec onze médailles d'or. Depuis l'instauration du judo au programme olympique soixante-et-un pays ont remporté au moins une médaille.
Tableau mis à jour après les Jeux olympiques de 2024,.
| Rang  | Nation                      | Or  | Argent | Bronze | Total |
| ----- | --------------------------- | --- | ------ | ------ | ----- |
| 1     | Japon                       | 51  | 23     | 30     | 104   |
| 2     | France                      | 18  | 15     | 34     | 67    |
| 3     | Corée du Sud                | 11  | 19     | 21     | 51    |
| 4     | Chine                       | 8   | 3      | 12     | 23    |
| 5     | Cuba                        | 6   | 15     | 16     | 37    |
| 6     | Géorgie                     | 5   | 7      | 3      | 15    |
| 7     | Union soviétique            | 5   | 5      | 13     | 23    |
| 8     | Brésil                      | 5   | 4      | 19     | 28    |
| 9     | Italie                      | 5   | 4      | 9      | 18    |
| 10    | Russie                      | 5   | 4      | 7      | 16    |
| 11    | Pays-Bas                    | 4   | 2      | 18     | 24    |
| 12    | Allemagne                   | 3   | 4      | 15     | 22    |
| 13    | Pologne                     | 3   | 3      | 2      | 8     |
| 14    | Azerbaïdjan                 | 3   | 2      | 2      | 7     |
| 15    | Espagne                     | 3   | 1      | 3      | 7     |
| 15    | Slovénie                    | 3   | 1      | 3      | 7     |
| 17    | Kosovo                      | 3   | 1      | 1      | 5     |
| 18    | États-Unis                  | 2   | 4      | 8      | 14    |
| 19    | Autriche                    | 2   | 3      | 3      | 8     |
| 20    | Corée du Nord               | 2   | 2      | 4      | 8     |
| 21    | Belgique                    | 2   | 1      | 11     | 14    |
| 22    | Équipe unifiée de l'ex-URSS | 2   | 0      | 2      | 4     |
| 23    | Tchéquie                    | 2   | 0      | 0      | 2     |
| 24    | Mongolie                    | 1   | 5      | 6      | 12    |
| 25    | Allemagne de l'Ouest        | 1   | 4      | 3      | 8     |
| 26    | Hongrie                     | 1   | 3      | 6      | 10    |
| 27    | Ouzbékistan                 | 1   | 2      | 7      | 10    |
| 28    | Allemagne de l'Est          | 1   | 2      | 6      | 9     |
| 29    | Canada                      | 1   | 2      | 5      | 8     |
| 30    | Roumanie                    | 1   | 2      | 3      | 6     |
| 30    | Kazakhstan                  | 1   | 2      | 3      | 6     |
| 32    | Suisse                      | 1   | 1      | 2      | 4     |
| 33    | Grèce                       | 1   | 0      | 2      | 3     |
| 34    | Argentine                   | 1   | 0      | 1      | 2     |
| 34    | Biélorussie                 | 1   | 0      | 1      | 2     |
| 34    | Turquie                     | 1   | 0      | 1      | 2     |
| 37    | Croatie                     | 1   | 0      | 0      | 1     |
| 38    | Grande-Bretagne             | 0   | 8      | 12     | 20    |
| 39    | Israël                      | 0   | 3      | 6      | 9     |
| 40    | Ukraine                     | 0   | 1      | 3      | 4     |
| 41    | Bulgarie                    | 0   | 1      | 2      | 3     |
| 42    | Algérie                     | 0   | 1      | 1      | 2     |
| 42    | Colombie                    | 0   | 1      | 1      | 2     |
| 42    | Égypte                      | 0   | 1      | 1      | 2     |
| 42    | Équipe unifiée d'Allemagne  | 0   | 1      | 1      | 2     |
| 46    | Taipei chinois              | 0   | 1      | 0      | 1     |
| 46    | Slovaquie                   | 0   | 1      | 0      | 1     |
| 46    | Mexique                     | 0   | 1      | 0      | 1     |
| 49    | Portugal                    | 0   | 0      | 4      | 4     |
| 50    | Estonie                     | 0   | 0      | 3      | 3     |
| 50    | ROC                         | 0   | 0      | 3      | 3     |
| 50    | Tadjikistan                 | 0   | 0      | 3      | 3     |
| 53    | Australie                   | 0   | 0      | 2      | 2     |
| 53    | Yougoslavie                 | 0   | 0      | 2      | 2     |
| 53    | Moldavie                    | 0   | 0      | 2      | 2     |
| 56    | Émirats arabes unis         | 0   | 0      | 1      | 1     |
| 56    | Islande                     | 0   | 0      | 1      | 1     |
| 56    | Kirghizistan                | 0   | 0      | 1      | 1     |
| 56    | Lettonie                    | 0   | 0      | 1      | 1     |
| 56    | Tchécoslovaquie             | 0   | 0      | 1      | 1     |
| 56    | Suède                       | 0   | 0      | 1      | 1     |
| Total | Total                       | 167 | 166    | 334    | 667   |

## Évolutions des titres et médailles aux cours des JO pour les premières sélections
| Pays         |           | total | total | 2021 | 2021 | 2016 | 2016 | 2012 | 2012 | 2008 | 2008 | 2004 | 2004 | 2000 | 2000 | 1996 | 1996 | 1992 | 1992 | 1988    | 1988    | 1984 | 1984 | 1980 | 1980 | 1976 | 1976 | 1972 | 1972 | 1964 | 1964 |
|              |           | H     | F     | H    | F    | H    | F    | H    | F    | H    | F    | H    | F    | H    | F    | H    | F    | H    | F    | H       | F*      | H    | F    | H    | F    | H    | F    | H    | F    | H    | F    |
| ------------ | --------- | ----- | ----- | ---- | ---- | ---- | ---- | ---- | ---- | ---- | ---- | ---- | ---- | ---- | ---- | ---- | ---- | ---- | ---- | ------- | ------- | ---- | ---- | ---- | ---- | ---- | ---- | ---- | ---- | ---- | ---- |
| Japon        | Or        | 32    | 12    | 4    | 1    | 2    | 1    | 0    | 1    | 2    | 2    | 3    | 5    | 3    | 1    | 2    | 1    | 2    | 0    | 1       | 1*      | 4    | *    | **   | *    | 3    | *    | 3    | *    | 3    | *    |
| Japon        | Argent    | 10    | 10    | 0    | 1    | 1    | 0    | 2    | 1    | 0    | 1    | 1    | 1    | 1    | 1    | 2    | 2    | 1    | 3    | 0       | 1*      | 0    | *    | **   | *    | 1    | *    | 0    | *    | 1    | *    |
| Japon        | Bronze    | 14    | 13    | 0    | 1    | 4    | 4    | 2    | 1    | 0    | 2    | 0    | 0    | 0    | 2    | 0    | 1    | 2    | 2    | 3       | 3*      | 1    | *    | **   | *    | 1    | *    | 1    | *    | 0    | *    |
| Japon        | Titres    | 44    | 44    | 5    | 5    | 3    | 3    | 1    | 1    | 4    | 4    | 8    | 8    | 4    | 4    | 3    | 3    | 2    | 2    | 1 (+1)* | 1 (+1)* | 4    | 4    | **   | **   | 3    | 3    | 3    | 3    | 3    | 3    |
| Japon        | Médailles | 90    | 90    | 7    | 7    | 12   | 12   | 7    | 7    | 7    | 7    | 10   | 10   | 8    | 8    | 8    | 8    | 10   | 10   | 3 (+5)* | 3 (+5)* | 5    | 5    | **   | **   | 5    | 5    | 4    | 4    | 4    | 4    |
| France       | Or        | 6     | 7     | 0    | 1    | 1    | 1    | 1    | 1    | 0    | 0    | 0    | 0    | 1    | 1    | 2    | 1    | 0    | 2    | 1       | 0*      | 0    | *    | 2    | *    | 0    | *    | 0    | *    | 0    | *    |
| France       | Argent    | 4     | 7     | 0    | 2    | 0    | 2    | 0    | 0    | 1    | 1    | 0    | 1    | 1    | 1    | 0    | 0    | 1    | 0    | 0       | 2*      | 1    | *    | 1    | *    | 0    | *    | 0    | *    | 0    | *    |
| France       | Bronze    | 16    | 8     | 1    | 0    | 1    | 0    | 0    | 4    | 1    | 1    | 0    | 0    | 2    | 0    | 2    | 1    | 2    | 2    | 1       | 1*      | 2    | *    | 1    | *    | 1    | *    | 3    | *    | 0    | *    |
| France       | Titres    | 13    | 13    | 1    | 1    | 2    | 2    | 2    | 2    | 0    | 0    | 0    | 0    | 2    | 2    | 3    | 3    | 2    | 2    | 1       | 1       | 0    | 0    | 2    | 2    | 0    | 0    | 0    | 0    | 0    | 0    |
| France       | Médailles | 47    | 47    | 4    | 4    | 5    | 5    | 6    | 6    | 4    | 4    | 1    | 1    | 6    | 6    | 6    | 6    | 7    | 7    | 2+3*    | 2+3*    | 2    | 2    | 4    | 4    | 1    | 1    | 3    | 3    | 0    | 0    |
| Corée du Sud | Or        | 9     | 2     | 0    | 0    | 0    | 0    | 2    | 1    | 0    | 1    | 0    | 0    | 0    | 1    | 1    | 0    | 2    | 0*   | 2       | *       | **   | *    | 0    | *    | 0    | *    | 0    | *    |      |      |
| Corée du Sud | Argent    | 11    | 5     | 0    | 0    | 1    | 1    | 0    | 0    | 2    | 0    | 1    | 0    | 0    | 2    | 2    | 2    | 1    | 0    | 0       | 1*      | 2    | *    | **   | *    | 1    | *    | 1    | *    | 0    | *    |
| Corée du Sud | Bronze    | 16    | 2     | 2    | 0    | 1    | 0    | 1    | 0    | 0    | 1    | 1    | 0    | 3    | 0    | 1    | 1    | 2    | 0    | 1       | 2*      | 1    | *    | **   | *    | 2    | *    | 0    | *    | 1    | *    |
| Corée du Sud | Titres    | 11    | 11    | 0    | 0    | 0    | 0    | 2    | 2    | 1    | 1    | 1    | 1    | 0    | 0    | 2    | 2    | 1    | 1    | 2       | 2       | 2    | 2    | **   | **   | 0    | 0    | 0    | 0    | 0    | 0    |
| Corée du Sud | Médailles | 48    | 48    | 2    | 2    | 3    | 3    | 3    | 3    | 4    | 4    | 3    | 3    | 5    | 5    | 8    | 8    | 4    | 4    | 6       | 6       | 5    | 5    | **   | **   | 3    | 3    | 1    | 1    | 1    | 1    |

* Jeux féminins à partir de 1992 (démonstration en 1988)
** Jeux boycottés par le Japon et la Corée du Sud

## Dopage
Lors des Jeux olympiques de 1972, le Mongol Bakaava Buidaa, battu en finale de la catégorie des -63 kg (poids légers) et donc médaillé d'argent à l'issue de la compétition, est déclassé après la révélation d'un contrôle antidopage positif[réf. nécessaire]. Il reste à ce jour[Quand ?] l'un des deux judokas disqualifiés alors qu'il avait remporté une médaille olympique. En 1988 à Séoul, le Britannique Kerrith Brown, déjà médaillé de bronze quatre ans plus tôt à Los Angeles, est contrôlé positif au furosémide et disqualifié après avoir avoué sa faute.